# Luminate
Luminate es un sistema de información creado por Mike Fine y Mike Shalett que graba datos de ventas de sencillos, álbumes y videos musicales en Canadá y Estados Unidos para Billboard y otras compañías de música. MTV, VH1, y otros canales musicales de cable estadounidenses usan también información de Nielsen SoundScan.
Nielsen SoundScan empezó a registrar ventas para Billboard el 1 de marzo de 1991, y la primera cartilla Hot 100 que debutó con este sistema fue la del 30 de noviembre de 1991. Previo a eso, Billboard registraba las ventas llamando a las tiendas de todo el país, un método sujeto a error y abierto al fraude.
Asociación Estadounidense de la Industria Grabada (RIAA, por sus siglas en inglés) también registra las ventas (o más específicamente, los envíos menos devoluciones) a través del sistema de certificación RIAA, el único método que ha usado siempre.

## Metodología
Datos de ventas de las cajas registradoras se recogen de 14.000 puntos, sean convencionales, de consumo masivo, o en línea, en Canadá y los Estados Unidos. Aunque esto incluye a los más grandes distribuidores, no es una muestra 100% representativa de los récords de ventas, pues excluye los clubes de música, así como muchos distribuidores independientes y tiendas en línea. En comparación el sistema RIAA es más confiable, pues contabiliza todo lo que se despacha, pero no puede registrar las ventas en tiempo real.
El código de barras está en el reverso de la mayoría de los CD o casetes etiquetados. Cuando el cliente canadiense o estadounidense compra un álbum o sencillo, entonces el vendedor pasa el código de barras por un escáner. La venta se va a la computadora de la tienda y la información es enviada a Nielsen Media Research.

## Clientes de Nielsen SoundScan
- Todos los sellos principales y muchos independientes.
- Compañías distribuidoras.
- Representantes artísticos y agentes.
- Promotores de conciertos y propietarios de locaciones.
- Distribuidores y agencias de entrega en línea.